# Печенізьке поле (ландшафтний парк)
Печені́зьке По́ле — регіональний ландшафтний парк в Україні. Об'єкт природно-заповідного фонду Харківської області. 
Розташований на території Печенізького району Харківської області, на північ від села Артемівка і на схід від села Мартове. 
Площа 4 997,6 га. Утворений в 1999 році. Перебуває у віданні Еко-Агрофірми «Фауна». 

## Географія

### Опис
Типова для регіону балочна система, врізана в підвищене плато, на межі степової і лісостепової зон. Рельєф території парку здебільшого хвилястий. 
Територія ландшафтного парку охоплює нижню частину балки річки Гнилиця, яка простяглася зі сходу на захід і впадає в Печенізьке водосховище (Сіверський Дінець). Від осі цієї балки межа парку віддаляється максимум на 2,7 км. Вздовж балки територія парку має довжину 8 км. Днище балки широке (до 250 м) і заболочене, є тимчасовим водотоком (нерідко називають річкою). Гнилушка має дуже пологі схили, в її балці є невеликі греблі, утворені після перегородження русла річки. 
У південній частині парку розташована балка Сулимів Яр, завдовжки близько 3,5 км. Сулимів Яр, на відміну від Гнилиці, характеризується крутішими і часто прямовисними схилами. 
Найхарактернішим для даного району є терасний лесово-степовий тип місцевості, проте трапляється і надзаплавно-піщано-боровий тип. 
Згідно з фізико-географічним районуванням України (1968 року), ця територія належить до Донецько-Дінської північно-степової провінції степової зони і до Старобільської степової області південних відрогів Середньоруської височини, південно-західна частина якої, де і розташована територія парку, виділяється в Донецько-Оскольську підобласть, що займає переважно межиріччя Сіверського Дінця і Осколу.

### Території ПЗФ у складі РЛП
Нерідко, оголошенню національного парку або заповідника передує створення одного або кількох об'єктів природно-заповідного фонду місцевого значення. В результаті, великий РЛП фактично поглинає раніше створені ПЗФ. Проте їхній статус зазвичай зберігають. 
До складу території регіонального ландшафтного парку «Печенізьке поле» входять такі об'єкти ПЗФ України:
- Заказник місцевого значення «Печенізький», ландшафтний.

## Природоохоронні зобов'язання
За охорону парку відповідають:
- Еко-агрофірма «Фауна» — 349, га.
- ТОВ Агрофірма «Мартова» — 1232,9 га.
- СТОВ «Артемівка» — 1508,4 га.
- ПСП «Лаванда» — 499,5 га.
- Чугуєво-Бабчанський ДЛГ — 110,0 га.
- Фермерські господарства — 718,88 га.
- Водогосподарське підприємство «Харківкомунпромвід» — 150,0 га.
- Інші землекористувачі — 11,0 га.
- Артемівська сільрада — 99,2 га.
- Мартівська сільрада — 317,9 га.

## Біосфера

### Рослинний світ
На території парку представлені степові, лугові, болотні і деревно-чагарникові комплекси фауни з низкою рідкісних видів.

### Тваринний світ

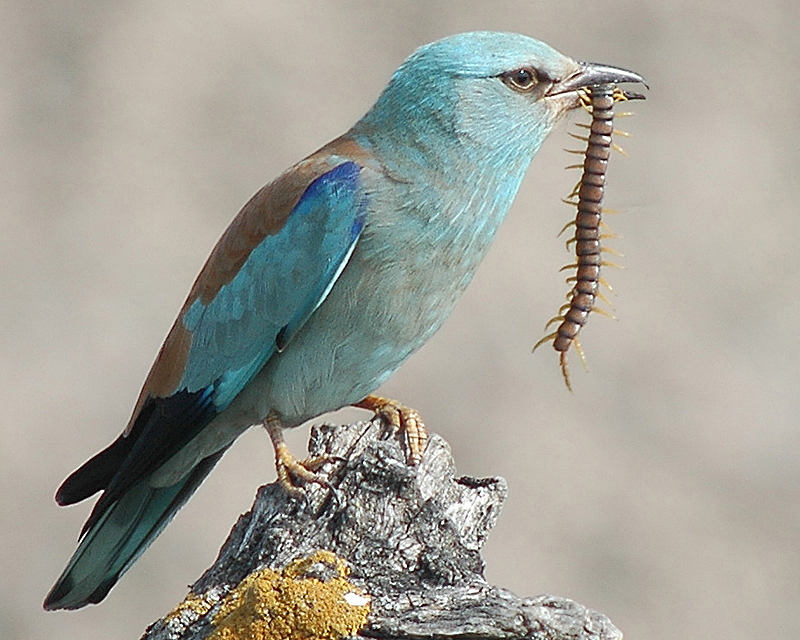
Сиворакша

Серед наземних хребетних у парку «Печенізькому полі» трапляються:
- 6 видів, занесених до Європейської Червоної книги: деркач, орлан-білохвіст, сліпак звичайний, перегузня звичайна, річкова видра, вовк.
- 18 — до Червоної книги України: степовий тхір, горностай, борсук європейський, річкова видра, тушкан великий, мишівка південна, сірий журавель, ходулочник, стрепет, великий підорлик, орел-карлик, польовий лунь, орлан-білохвіст, огар, рожевий шпак, сірий сорокопуд, степова гадюка, мідянка звичайна.
- 14 — до переліку регіонально рідкісних тварин Харківської області: байбак, бугай, бугайчик, велика біла чапля, руда чапля, білий лелека, сіра куріпка, чорний шуліка, лунь лучний, боривітер степовий, сова болотяна, рибалочка, сиворакша, європейська болотна черепаха.

### Центр з розведення рідкісних і зникомих видів птахів

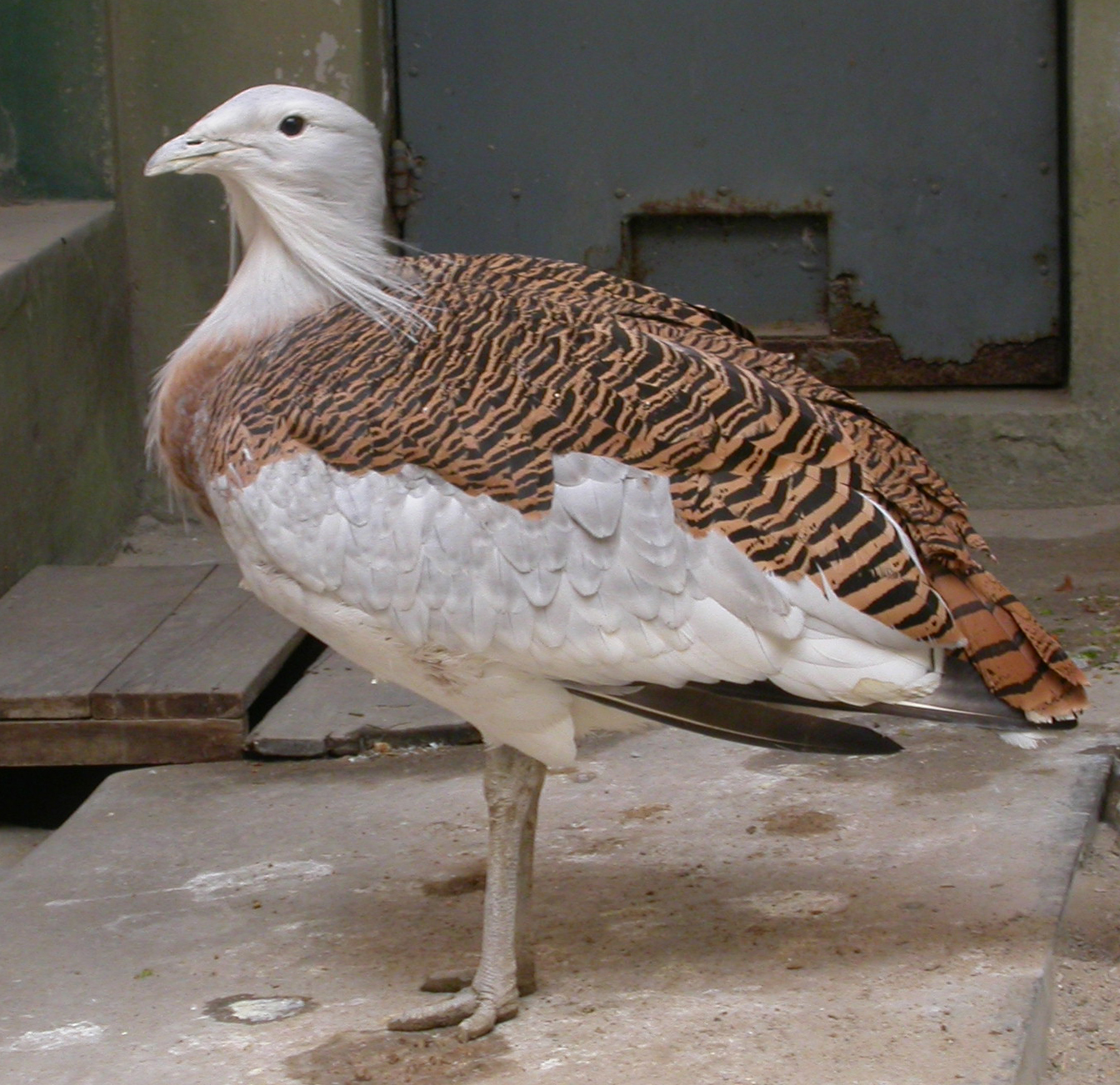
Самець дрохви в шлюбному вбранні

На території «Печенізького Поля» створено Центр з розведення рідкісних і зникомих видів птахів, занесених до Європейської Червоної книги і Червоної книги України, серед яких: дрохва, огар, казарка червоновола , журавель степовий і т. д. На базі Центру здійснюється міжрегіональна науково-практична програма «Збереження степу та відновлення східноєвропейської популяції дрохви».